# 토미오 오카무라

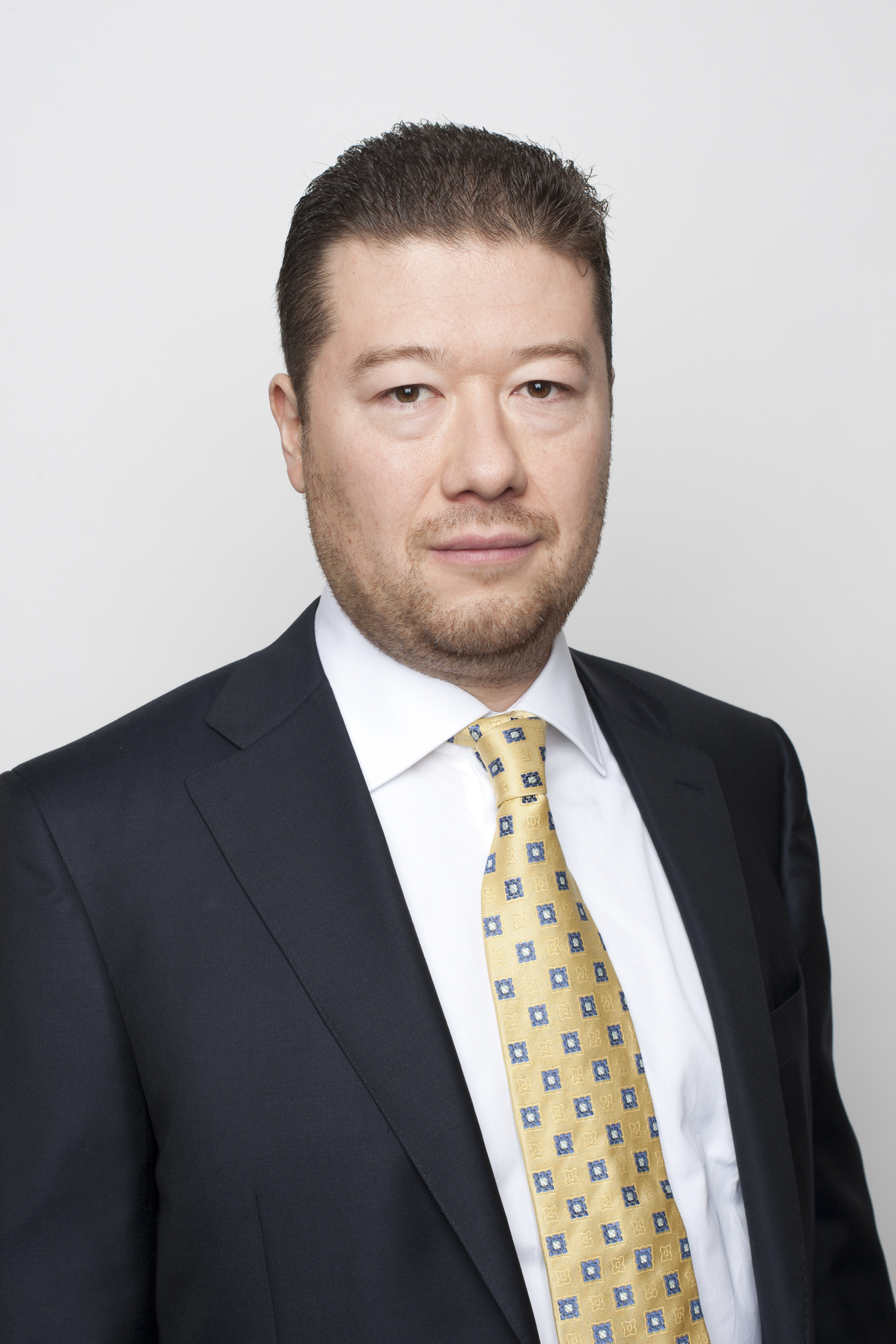
토미오 오카무라

토미오 오카무라(체코어: Tomio Okamura, 일본어: 岡村富夫 오카무라 도미오[*], 1972년 7월 4일 일본 도쿄도 ~ )는 체코의 정치인 겸 기업인으로 소속 정당은 자유와 직접 민주주의이다.

## 생애
일본 도쿄도에서 한국계 혼혈 일본인 아버지와 체코인 어머니의 아들로 태어났다. 2012년 체코 원로원(체코 상원) 즐린 선거구 의원 선거에서 무소속으로 출마하여 당선되었으며 2013년 체코 대의원(체코 하원) 중앙보헤미아 주 선거구 의원에서 새벽-국민연합 소속으로 출마하여 당선되었다. 2015년에 새벽-국민연합을 탈당하고 자유와 직접 민주주의를 창당했다.